# The Him
The Him è un duo musicale olandese formatosi ad Amsterdam e composto dai dj Jeroen Kersten e Steven Berghuijs.

## Carriera
Il duo si è formato nel 2013 a seguito di un remix che hanno prodotto per un contest proposto da Tiësto.
Nel 2015 il duo ha collaborato con Sam Feldt per il singolo Drive You Home. Il duo ha collaborato anche con Jay Hardway nel 2018 per il brano Jigsaw, mentre, nel 2020, produce Babylonia assieme a Robby East.

## Discografia

### Singoli
- 2015 – Drive You Home (con Sam Feldt feat. The Donnies The Amys)
- 2016 – Don't Leave Without Me (feat. Gia Koka)
- 2017 – I Wonder (feat. LissA)
- 2018 – Nothing On Us
- 2018 – Jigsaw (con Jay Hardway)
- 2018 – Midnight Hearts
- 2018 – Look At Us Now
- 2019 – Unstoppable
- 2019 – In My Arms (feat. Norma Jean Martine)
- 2020 – Hurts So Good (feat. ROE)
- 2020 – Freestyle Scientist
- 2020 – Babylonia (con Robby East feat. Sarah De Warren)
- 2020 – Believe (con Yall & Royale Avenue feat. Jay Nebula)
- 2020 – Use Your Love (con Sam Feldt feat. Goldford)
- 2020 – Love, Sweet & Tears (feat. Danny Shah)

### Remix
- 2015 – Maroon 5 – The Summer's Gonna Hurt (The Him Remix)
- 2018 – Lost Frequencies feat. The Nghbrs – Like I Love You (The Him Remix)
- 2018 – Avicii feat. Sandro Cavazza – Without You (The Him Remix)
- 2019 – Cash Cash feat. Nasri – Call You (The Him Remix)
- 2020 – Soleima – Roses (The Him Remix)